# Karin Heepen
Karin Heepen (* 1962) ist eine deutsche Politikerin und Bundesvorsitzende der Kleinpartei Bündnis C – Christen für Deutschland.
Karin Heepen besitzt einen Abschluss als Diplom-Bauingenieurin sowie einen Master of Arts in Cross-Cultural Leadership. Sie arbeitet als Dozentin. Heepen wohnt in Erfurt. Sie ist verheiratet und hat zwei Kinder.
2015 fusionierten die Parteien AUF – Partei für Arbeit, Umwelt und Familie sowie Partei Bibeltreuer Christen zur Partei Bündnis C – Christen für Deutschland und wählten Karin Heepen neben Ole Steffes zum Bundesvorsitzenden der neuen Partei. 2019 trat Karin Heepen bei der Wahl zum Europäischen Parlament an. Sie folgte auf den ehemaligen Europaabgeordneten Arne Gericke auf dem zweiten Listenplatz.
Auf Europäischer Ebene ist Heepen seit 2022 Vizepräsidentin der Europäischen Christlichen Politischen Bewegung (ECPM). Bereits seit 2019 war sie im Vorstand der Sallux Foundation, der politischen Stiftung der ECPM.